# Misty Copeland
Misty Danielle Copeland (Kansas City, 10 de setembro de 1982) é uma bailarina norte-americana do American Ballet Theatre (ABT), uma das três principais companhias de balé clássico dos Estados Unidos. Em 2015, apareceu na lista de 100 pessoas mais influentes do ano pela Time. No mesmo ano, tornou-se a primeira afro-americana a ser uma das bailarinas principais da ABT.